# IC 2597
IC 2597 је елиптична галаксија у сазвјежђу Хидра која се налази на листи објеката дубоког неба у Индекс каталогу.
Деклинација објекта је - 27° 4' 51" а ректасцензија 10h 37m 47,3s. Привидна величина (магнитуда) објекта IC 2597 износи 12,0 а фотографска магнитуда 13,0. IC 2597 је још познат и под ознакама ESO 501-58, MCG -4-25-51, HCG 48A, AM 1035-264, PGC 31586.